# Paul Meyer (réalisateur)
Pour les articles homonymes, voir Meyer et Paul Meyer.
Paul Meyer, né à Limal (Province du Brabant wallon) le 29 septembre 1920 et mort à son domicile à Visé le 29 septembre 2007, est un cinéaste belge. 

## Biographie
Il est né d'une mère boraine, d'où il tient la réalisation de son film sur le Borinage dont il tirera son œuvre la plus connue, et d'un père alsacien. Son père est nommé instituteur à Eupen dans les cantons germanophones. Il parle le français à la maison, l'allemand dans la rue. À l'Athénée de Verviers, il découvre la lutte des classes car l'établissement est proche de la Place Verte, point de convergence des cortèges de grévistes. Il entame en 1938 des études à l'École nationale supérieure d'architecture et des arts décoratifs (La Cambre), travaille ensuite au Théâtre prolétarien. Il est à l'origine d'un théâtre pour enfants logé dans le palais des beaux-arts de Bruxelles, à la Toneeljeugd (Jeunesses théâtrales flamandes) où il montre Molière, Goldoni, Plaute... 

### Débuts cinématographiques
Son premier moyen métrage en 1955 s'intitule La Briquetterie (Klinkaart en néerlandais), d'après la nouvelle de Piet Van Aken. Ce film met en scène une jeune ouvrière sur laquelle le patron exerce dès le premier jour d'embauche ce que l'on peut appeler le « droit de cuissage. » Paul Meyer a des ennuis avec la censure, notamment la future BRT (la NIR) qui refuse que le film soit présenté au Festival du film d'Anvers. Maria Rosseels, critique au journal catholique De Standaard, s'en indigne. Comme d'ailleurs la presse wallonne et francophone.
En 1957 et 1958, il réalise encore Stèle pour Egmont (Gedenkboek voor Egmont) et Le Retable de Notre-Dame de Lombeek (Onze lieve vrouw van Lombeek).

## Déjà s'envole la fleur maigre, un film à scandale
Le ministre belge de l'Instruction publique charge alors Paul Meyer de tourner un film à des fins propagandistes, sur l'adaptation au pays des enfants des travailleurs immigrés. Le travail de repérage est rendu difficile dans le Borinage, lieu choisi pour le film, où la grève bat son plein. Meyer ne connaît pas encore le film Misère au Borinage de Joris Ivens et Henri Storck, mais il engage le cameraman François Rents à qui on doit une partie des images du film de Ivens et Storck. Il finit par convaincre des enfants d'immigrés de jouer dans le film dont l'intention entre-temps a profondément changé. Le budget originel étant épuisé, il trouve sur place un bailleur de fonds inattendu, Émile Cavenaille, directeur de brasserie, communiste et autonomiste wallon passionné.

### Le détournement originel
Il transforme alors la commande qui lui a été faite. Il fait jouer aux immigrés du Borinage leur propre rôle. Il a le sens de la direction des acteurs en ce qui concerne les enfants. La scène où les enfants dévalent les terrils sur des traîneaux faits de platines rondes en métal est célèbre. Son film devient un fil de long métrage de fiction. Et de film de propagande, il devient un film qui dénonce la manière dont les immigrés peuvent parfois être traités dans les mines wallonnes où les autochtones ne veulent plus descendre. Déjà s'envole la fleur maigre est envoyé au festival de Porretta Terme en Italie où il remporte le prix de la Critique. La presse internationale, flamande ou wallonne est élogieuse. Le film remporte également le grand prix d'Excellence au Festival national du film belge d'Anvers, ce qui lui vaut d'être mentionné dans l'Encyclopédie néerlandaise Winkler Prins (Amsterdam 1961). En 1963 il est sélectionné au Festival de Cannes pour la semaine internationale de la Critique et déjà louangé par les Cahiers du cinéma. Mais dès 1960, Paul Meyer est harcelé par les huissiers. Paul-Henri Spaak empêche que le film soit vu au festival de Moscou et Paul Meyer sera accusé de détournement de fonds publics et condamné à les rembourser toute sa vie.

### Le jugement
En 1989, Henri Storck juge ainsi Déjà s'envole la fleur maigre : 

« Avec ses grands airs insolites, le film de Meyer est un des plus « buñueliens » que je connaisse. Aussi vigoureusement que le style du maître espagnol, il est tout imprégné d'un sentiment tragique de la vie, auquel s'ajoute, chez Meyer, un désenchantement irrémédiable (...) Vous verrez dans son film comment on escamote l'anecdote, comment d'un personnage pittoresque et épisodique on accède au type, comment du particulier on passe au général, et du concret à l'abstrait. Comment on arrive à faire du cinéma sans littérature, sans théâtre, sans emprunter à aucun genre, comment on écrit dans une langue raffinée, purement visuelle et sonore, capable d'être goûtée par tous et dans tous les pays (...) Si elle est marquée par une profonde tristesse, une pitié frémissante, une amertume parfois mordante, son œuvre ne tourne ni au pamphlet ni à l'aigreur. »

Storck écrit encore à propos du Borinage : 

« Pour révéler l'âme du Borinage, il a mis en page des paysages aux immenses panoramas d'une qualité de lumière extraordinaire. Meyer est notre Patenier moderne. »

### Le poème éponyme du film
| « Già vola li fiore magro Non saprò nulla della mia vita oscuro monotono sangue. Non saprò chi amavo, chi amo, ora che qui stretto, ridotto alle mie membra nel guasto vento di marzo enumero i mali dei giorni decifrati Già vola il fiore magro dai rami. E io attendo la pazienza del suo volo irrevocabile. » — Salvatore Quasimodo | « Déjà s'envole la fleur maigre Je ne saurai rien de ma vie sang obscur et monotone. Je ne saurai rien, qui j'aimais, qui j'aime maintenant que replié, réduit à mes membres, dans le vent pourri de mars j'énumère les maux des jours déchiffrés Des branches déjà s'envole la fleur maigre Et moi j'attends la patience de son vol irrévocable. » — Salvatore Quasimodo |

## Sa carrière decinéaste, réalisateur TV, homme de théâtre
Il travailla notamment pour la télévision en Wallonie et à Bruxelles. Il tourne un moyen métrage de fiction Le Nerf de la paix en 1961, un autre film sur la région du Scheldeland en 1964, met en scène une pièce de théâtre Je suis ton étranger pour le conseil consultatif des étrangers de Flémalle en 1969. Il revient au cinéma avec un court métrage pour la RTBF-Liège Le Temps en 1972. Après un bref passage à l'IAD comme professeur, il réalise Ça va les Parnajon ? en 1975, puis en 1977 L'herbe sous les pieds. Il travaillera avec Pierre Manuel, Henri Mordant... Rencontrant à nouveau la censure, le chômage, malgré le soutien de collègues comme Henri Mordant.

### Paul Meyer: fondateur du cinéma wallon
Cet homme est-il l'homme d'un seul film ? En tout cas, il est souvent considéré, et par les meilleurs critiques, comme le véritable initiateur du cinéma wallon. Il pose l'acte fondateur de l'Histoire du cinéma wallon. Et Patrick Leboutte est très élogieux à son égard : 

« Le film de Paul Meyer, Déjà s’envole la fleur maigre, se trouve être le premier film wallon. Il y a dans le cinéma wallon, tel que je le définis, une filiation dont Meyer est le père. »

### L'accueil de la presse parisienne en 1994
Déjà s'envole la fleur maigre fut présenté à Paris en 1994 où l'accueil de la presse est ne tarit pas d'éloge. Mais cet accueil arrive 35 ans après la sortie du film. Olivier Séguret, journaliste à Libération, écrit : « Si le cinéma n'était pas capable de transformer un tas de déchets miniers en Olympe, on se demande à quoi il servirait. (...) Le film de Paul Meyer prend sans coup férir une place de tout premier rang de l'histoire du cinéma européen de l'après-guerre. Pépite néoréaliste, préfiguration Nouvelle Vague, objet documentaire radical, météore des utopies néo-sociales et aventure expérimentale Déjà s'envole la fleur maigre est aux confluents de précipités de son époque. » Quant au journal Le Monde, il n'hésite pas à le placer aux côtés de Rossellini, Visconti (Pascal Mérigeau) et Télérama de Ken Loach.

### Commentaire desCahiers du cinéma
À la fin du film, le vieil ouvrier italien Domenico parcourt du regard le Borinage du haut d'un terril, monticule de déchets de charbon, élément caractéristique des pays miniers comme en Wallonie ou dans le Nord de la France. La caméra du haut de ce terril« découvre un monde en voie de disparition, signe de douleur, d'exploitation, de morts engloutis par la mine, mais aussi le monde où vivront les nouveaux arrivés. Déjà s'envole la fleur maigre est à l'image de ces paysages et de ces terrils, une idée rendue concrète, celle du temps, de la vie sans cesse renaissante. Sur cette terre dont on a arraché toute l'énergie possible, repoussent les herbes, les buissons, les arbres, la vivifiant à nouveau... »

### L'engagement de Paul Meyer
Paul Meyer poursuit une existence difficile, sous le poids de cette dette qu'il devra rembourser toute sa vie. Il signe le Manifeste pour la culture wallonne en 1983 et sa réplique de 2003. Originaire des cantons germanophones, par son talent et son courage, il est sans doute celui qui a porté le cinéma wallon sur les fonts baptismaux de la révolte et de la dénonciation. 
Paul Meyer peut apparaître comme l'homme d'un seul film malgré le fait qu'il est l'auteur de bien d'autres. Il avait comme projet de réaliser La Mémoire aux alouettes, un scénario coécrit avec sa compagne Anne Michotte. Ce scénario mettait en scène Toni Santocono, fils d'immigré italien, vivant en Wallonie qui a écrit un roman à l'immense succès, Rue des Italiens, ainsi que Nino Seviroli, bibliothécaire à Aragona, en Sicile, qui a travaillé comme professeur et animateur en Wallonie durant une quinzaine d'années avant de retourner dans son pays d'origine. 
L'idée du film est que les investigations de Santocono vont le mener en Wallonie, à Bruxelles, en Suisse et en Italie avec Seviroli. Sur le chemin de leur quête et de leur errance, ils vont rencontrer des témoins ou des rescapés du drame de Marcinelle connu sous le nom de catastrophe du Bois du Cazier qui fit 274 morts en 1956 dont une majorité de travailleurs italiens. Cette catastrophe demeure la plus importante du monde minier de Wallonie, au crépuscule de cette activité extractive dans le sillon industriel. À travers ce projet, Paul Meyer, renoue ainsi avec son inspiration de toujours aux côtés d'un homme comme Santocono qui à lui seul symbolise dans la région du Centre et de La Louvière, un certain rapport de l'immigré à sa terre d'accueil qu'il fut bon ou mauvais d'ailleurs, et au pays de ses origines. Il s'agissait d'un projet de travail sur la mémoire tourné aux deux tiers, mais que de fâcheuses questions de production a interrompu pendant plusieurs années, jusqu'à la mort du cinéaste.

## Filmographie
- 1949 : Kastel (court métrage)[7]
- 1955 : L'Abbaye de la Cambre (court métrage)[7]
- 1956 : Klinkaart (court métrage)[7]
- 1958 : Le Retable de Notre-Dame de Lombeek (téléfilm)[7]
- 1958 : Le Logement social (court métrage)[7]
- 1958 : Stèle pour Egmont (court métrage)[7]
- 1960 : Déjà s'envole la fleur maigre[7]
- 1961 : Borinage 61 (court métrage)[7]
- 1961 :  Le Circuit de la mort au Borinage (réalisé pour la télévision[8])
- 1962 : Le Nerf de la paix (moyen métrage)[7]
- 1962-1966 : Ce pain quotidien (série télévisée)
- 1965 : Le Temps (court métrage)[7]
- 1975 : Ça va, les Parnajons ? (court métrage)[7]
- 1977 : L'Herbe sous les pieds[7]
- 1989 : Zone rouge (documentaire)[7]
- 1994 : Vandycke, dingue, dong (Documentaire)